# Tijmen Graat
Tijmen Graat (* 10. Januar 2003 in Maashees) ist ein niederländischer Radrennfahrer.

## Sportlicher Werdegang
Als Junior international ohne nennenswerte Ergebnisse, wurde Graat zur Saison 2022 mit dem Wechsel in die U23 Mitglied im Jumbo-Visma Development Team. Seine ersten individuellen Erfolge erzielte er bei der Istrian Spring Trophy 2023, bei der er mit dem Sieg auf der vorletzten Etappe die Führung in der Gesamtwertung übernahm und diese bis zum Ende der Rundfahrt verteidigte. Im Anschluss gewann er den Gran Premio Palio del Recioto, wo er sich im Sprint vor dem Italiener Giulio Pellizzari durchsetzte. Weiters ging er in der Saison 2023 bei der Settimana Internazionale Coppi e Bartali und Czech Tour für das Team Jumbo-Visma an den Start, wobei er Letztere als Sieger der Nachwuchswertung auf dem fünften Gesamtrang beendete. Im Jahr 2024 absolvierte er insgesamt 20 Renntage für das UCI WorldTeam, das nun unter dem Namen Visma-Lease a Bike fuhr. Bei der Tour de l’Avenir stand er hinter Joseph Blackmore und Pablo Torres als Gesamtdritter auf dem Podium, wobei er die Bergwertung der Nachwuchsrundfahrt für sich entschied.
Nach drei Jahren im Development Team wurde Graat zur Saison 2025 in das UCI WorldTeam von Visma-Lease a Bike übernommen.

## Erfolge
2022
- Mannschaftszeitfahren Ronde de l’Isard

2023
- Gesamtwertung und eine Etappe Istrian Spring Trophy
- Gran Premio Palio del Recioto
- Nachwuchswertung Czech Tour

2024
- Bergwertung Tour de l’Avenir